# Mário Meneghetti
Mário David Meneghetti (* 17. Juli 1905 in Porto Alegre; † 29. Juni 1969 in Rio de Janeiro) war ein brasilianischer Mediziner und Politiker.
Meneghetti war zunächst von 1952 bis 1955 Präfekt der Gemeinde Pelotas (Rio Grande do Sul). Im Kabinett von Juscelino Kubitschek war er vom 3. Oktober 1956 bis 5. April 1960 – mit kurzer Unterbrechung vom 1. August bis 31. August 1958 – brasilianischer Landwirtschaftsminister. Vom 1. Juli bis 17. Juli 1958 fungierte er zudem als Arbeitsminister.
Er war Bruder des Politikers Ildo Meneghetti.